# Diphascon coniferens
Diphascon coniferens är en djurart som tillhör fylumet trögkrypare, och som först beskrevs av Bartos 1960.  Diphascon coniferens ingår i släktet Diphascon, och familjen Hypsibiidae. Inga underarter finns listade.